# Уральские казаки в Узбекистане
Казаки́ в Узбекистане представлены потомками уральских казаков, сосланных в 1875 году за волнения в Туркестанский край и разжалованных в сельские обыватели. Первые партии ссыльных прибыли в 1877 году и были размещены в Казалинске и форте Перовском (Сырдарьинская область).
На месте ссылки многие казаки продолжали сопротивление, заявляя о нежелании работать на казенных работах и подчинятся военному начальству, за что их судил военно-полевой суд; их приговаривали к каторге и даже к расстрелу.
В 1883 году казаки были амнистированы, но некоторые не пожелали возвращаться на родину и остались преимущественно в Нукусе.
Основным занятием казаков стало рыболовство на Амударье и в Аральском море. Казаки Узбекистана исповедуют старообрядчество.
В 1948 году казаки Узбекистана зарегистрировались в качестве старообрядческой общины.
Экологическая катастрофа на Арале привела к миграции части казаков в Волгоградскую область.